# Saser
Saser ist ein Akronym von Sound Amplification by Stimulated Emission of Radiation (Schallverstärkung durch stimulierte Strahlungsaussendung). Dabei wird eine einfallende Schallwelle mit Hilfe eines aktiven Mediums verstärkt, so dass kohärente Schallwellen in einem abgegrenzten Raumbereich entstehen. Der SASER ist folglich das akustische Gegenstück zum Laser.

## Entwicklung
Die Idee einer zum Laser analogen Verstärkung des Schalls wurde bereits vor 2000 von verschiedenen Forschungsgruppen verfolgt. Dabei lagen die Hauptunterschiede der einzelnen Ansätze vor allem bei dem zur Verstärkung des Schalls verwendeten aktiven Mediums.
Erstmals wurde die Funktionsfähigkeit eines SASERs von den belarussischen Physikern I. V. Volkov, S. T. Zavtrak, und I. S. Kuten 1997 am Institute of Nuclear Problems in Minsk bewiesen. Sie nutzen dabei Flüssigkeiten mit eingeschlossenen Gasblasen als aktives Medium und ein sich änderndes elektrisches Feld zum Pumpen.
Im Jahr 2006 veröffentlichte eine andere Gruppe die Messung akustisch induzierter Phononemission. Dabei wurde ein Übergitter aus Halbleiterschichten als aktives Medium verwendet.

## Funktionsweise
Das Grundprinzip unterscheidet sich innerhalb der ASER-Familie (Laser, Maser, SASER) nicht. Einfallende Wellen treffen auf ein aktives Medium, in welchem sie weitere Wellen aufgrund stimulierter Emission freisetzten. Im Gegensatz zu Maser und Laser, welche auf elektromagnetischen Wellen bzw. Photonen basieren, handelt es sich beim SASER um Schallwellen bzw. Phononen. Ein Laser arbeitet mit Frequenzen zwischen 10 THz bis 1 PHz, ein Maser von 100 kHz bis 100 GHz und der SASER von MHz bis THz.
In der von A. J. Kent et al. im Jahr 2006 veröffentlichten Arbeit fungieren Halbleiterschichten als aktives Medium. Diese Schichten bestehen abwechselnd aus Aluminiumarsenid (AlAs) und Galliumarsenid (GaAs) und die einfallende Schallwelle regt die darin befindlichen Elektronen an. Die so hervorgerufenen Gitterschwingungen, Phononen genannt, sind letztlich für die Verstärkung der Schallwelle verantwortlich. Bei geeigneten Bedingungen schwingen diese Phononen phasengleich zur einfallenden Schallwelle und führen zu einer Amplitudenerhöhung. Da die Schwingungsfrequenz dieser Phononen nicht beliebig ist, sondern vom Material abhängt, werden nur bestimmte Frequenzen verstärkt. Daher ist die austretende Schallwelle nicht nur verstärkt, sondern auch kohärent.
Bisher gelingt die Trennung der Phononenfrequenzen jedoch noch nicht sauber, so dass die austretende Schallwelle eine Mischung verschiedener Frequenzen ist. Mit einer Marktreife ist in naher Zukunft nicht zu rechnen.